# Pilkrute
Die Pilkrute ist eine kräftige, meist kurze Rute, die für den Fischfang von einem Boot oder Kutter aus genutzt wird.
Beim Pilkfischen wird ein Paternoster oder ein so genannter Pilker (eine Art schwerer Blinker) senkrecht ins Wasser – je nach Zielfisch bis zum Gewässergrund – heruntergelassen.
Wenn der Fisch gehakt ist, wird er durch Heben der Pilkrute und anschließendes Einkurbeln der Schnur zur Oberfläche befördert. Bei diesem Einholen und Landen des Fisches ist die Rute mitunter starker Belastung ausgesetzt und muss daher ein steifes Rückgrat besitzen. Es ist ratsam – besonders bei der Landung größerer Fische – ein Gaff zur Hilfe zu nehmen.